# ボストン・ラテン・スクール

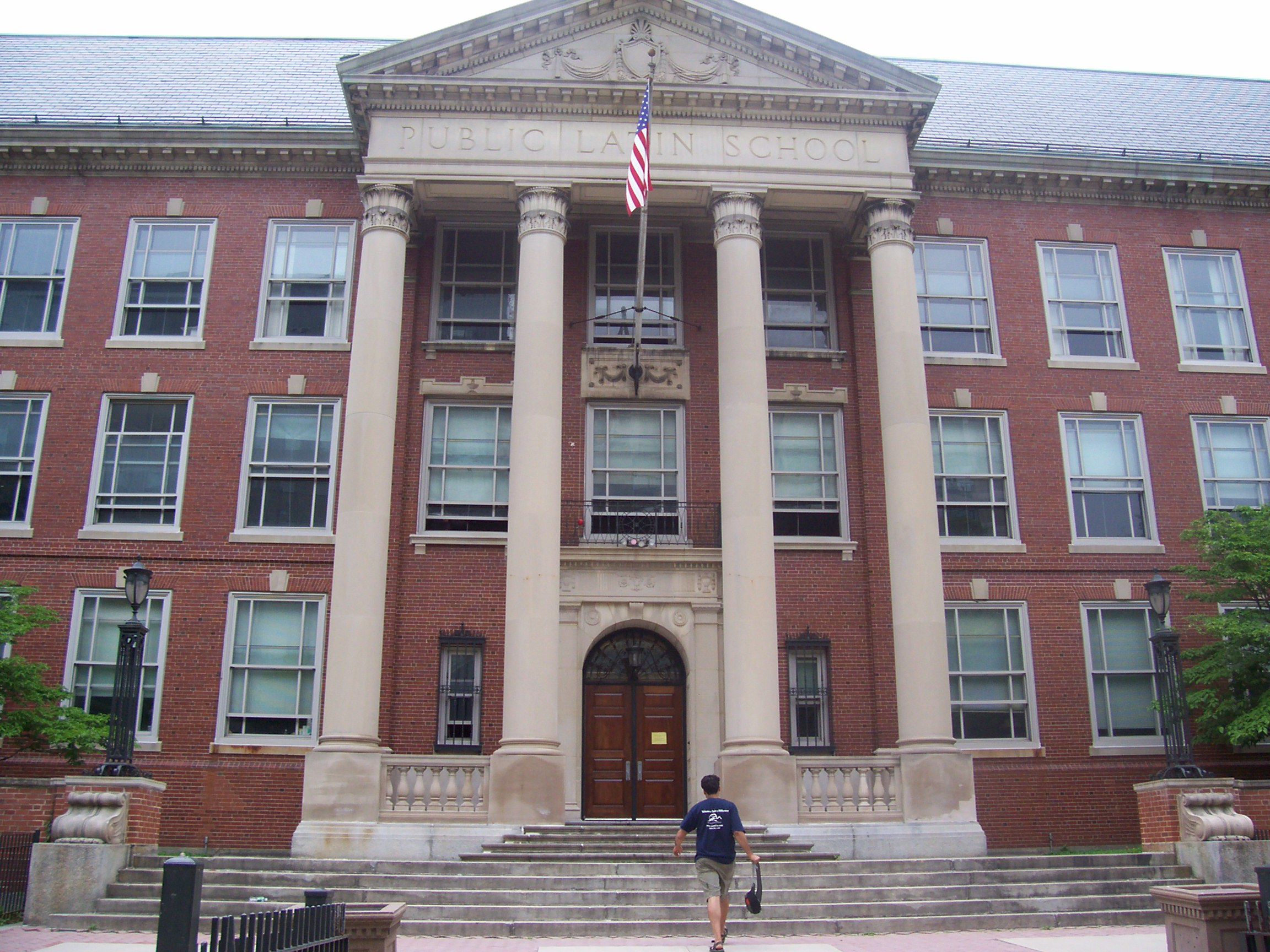
ボストン・ラテン・スクール正面玄関

ボストン・ラテン・スクール（英: Boston Latin School）は1635年4月23日にアメリカのマサチューセッツ州（当時はマサチューセッツ湾植民地）ボストンに設立された公立のマグネット・スクールである。アメリカでは最初の公立高校であり、現存する最古の学校でもある。公立のラテン・スクールは、ボストン特権階級の子弟を教育する拠り所であり、多くの著名ボストン人が卒業生を主張する学校になった。そのカリキュラムは18世紀のラテン・スクール運動のものを継承しており、古典学を教育された精神の基本であるとしている。7年生で入学する生徒は4年間、9年生で入学する者は3年間のラテン語学習が義務付けられている。2007年の雑誌「USニューズ&ワールド・レポート」によるアメリカ合衆国の高校トップ20の一つに入った。

## 歴史

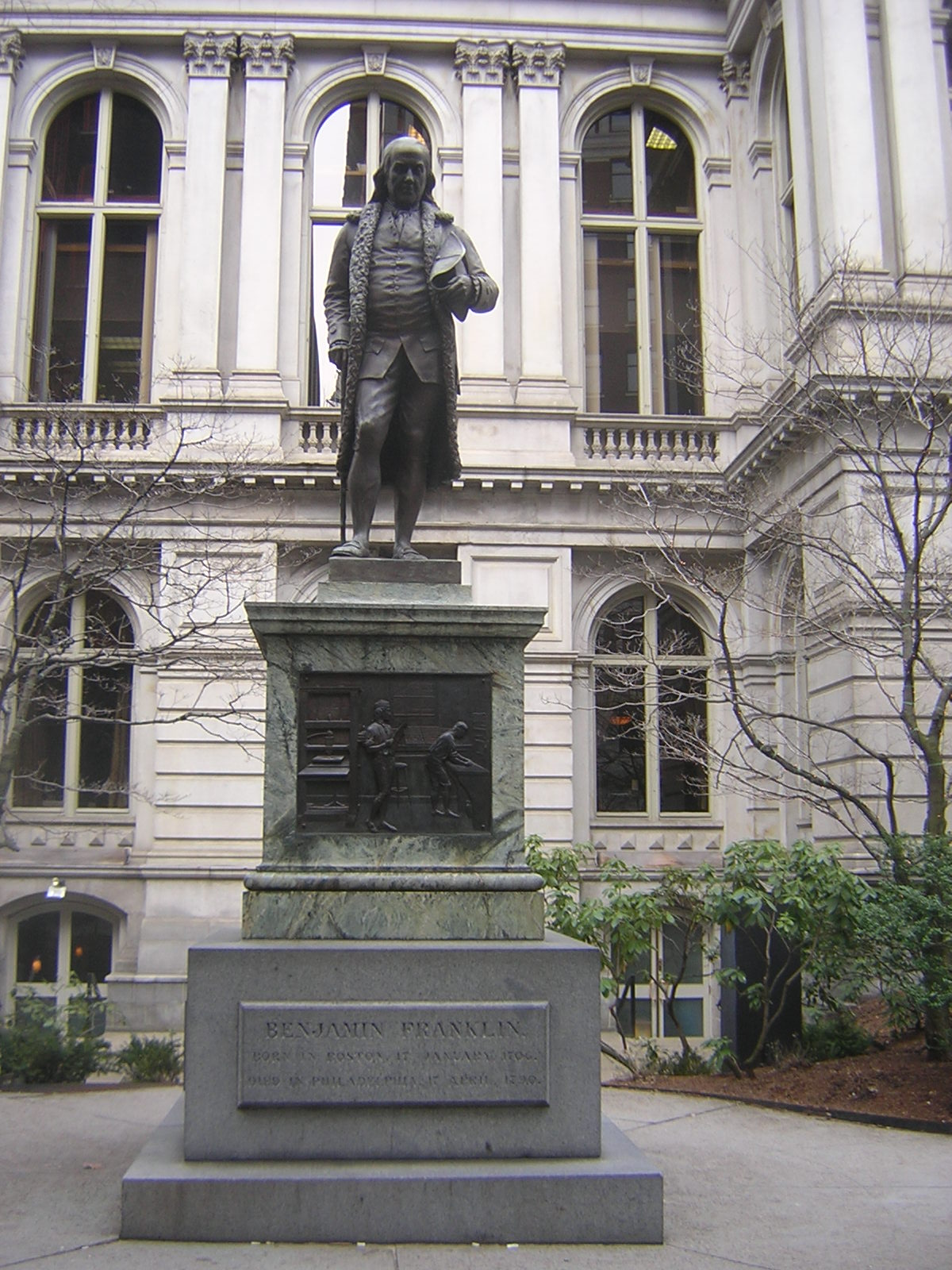
ボストンの旧市庁舎前に立つベンジャミン・フランクリンの彫像。ボストン・ラテン・スクールの初めの校舎がこの近くにあった。

この学校が始まった時の生徒は一人だったが、現在はボストン中から2,400人の生徒を集めている。卒業生の中からハーバード大学の学長が4人、マサチューセッツ州知事が4人、アメリカ独立宣言の署名者5人を出した。ウィリアム・ロイド・ガリソン、ベンジャミン・フランクリンおよびルイス・ファラカーンは最も有名な中退者でもある。
この学校は、ボストンの当初の開拓者の出身校でもあったイギリスのリンカンシャーにあるボストン・グラマー・スクール（Boston Grammar School）をモデルにしていた。現在の生徒は1年後の1636年に設立されたハーバード大学がボストン・ラテン・スクールの最初の卒業生を受け入れるために作られたことを誇りにしている。これが真実であるにしろないにしろ、ボストン・ラテン・スクールはハーバード大学に進学者を出す一番の学校であり続け、最近でも毎年平均して25人を送り出している。毎年の卒業生約300人のうち99％以上は少なくとも4年制の大学に進んでいる。
1635年に設立されたときは男子生徒のみを受け入れ、男性の教師のみを雇っていた。最初の女子生徒を受け入れたのは19世紀半ばになってからであり、1859年にヘレン・マギル・ホワイトが最初の女子卒業生となり、その後1877年に博士号を取得した最初のアメリカ女性となった。しかしその後間もなく女子ラテン・スクールが設立された。その後1世紀近く、能力ある女子生徒は女子高に入学することになった。1972年になってやっとボストン・ラテン・スクールは共学校になった。
女性教師が入ってきたのは共学になる少し前の1967年のことであり、マリー・フリサーディ・クリアリーとジュアニータ・ポンテが一般教養の最初の女性教員として指名された。
ボストン・ラテン・スクールでは最初の女性校長、コーネリア・ケリーは1998年から退職した2007年まで勤め、その後任としてやはり女性のリン・ムーニー・テタが第28代校長となるべく選ばれた。ムーニー・テタは1986年の卒業生であり、それまでは副校長を務めていた。

## 教育理念
ボストン・ラテン・スクールのモットーはラテン語でSumus Primi、すなわち「我々が一番」である。これは二つの意味があり、この学校が設立された年と学問的な水準の双方の一番である。この学校はニューイングランドの大学進学エリート校として同じ標準を追求する歴史がある一方で、公立学校の平等主義的姿勢も採用している。学問的には、裕福なボストン郊外にある公立学校を常に凌駕しており、特にマサチューセッツ州の公立学校全てに要求される毎年のマサチューセッツ州包括的評価システムの結果がそうなっている。2006年、ニューヨーク市にブルックリン・ラテン・スクール（Brooklyn Latin School）が設立され、ボストンの伝統とカリキュラムから多くを導入して、明らかにボストン・ラテン・スクールをモデルにしていることが分かる。

### 入学
ボストン・ラテン・スクールへの入学は、独立学校入学試験の成績と最近の成績評価の組み合わせで決定され、ボストン市住民の子弟に限られている。7年生から12年生を教えているが、7年生と9年生のみの入学を認めている。比較的多くの生徒が転校して行くので、その結果として高学年生の数は低学年生の数を下回っている。歴史的に途中で落伍するか最後まで泳ぎ着くかという雰囲気にあったと言われてきたが、近年は生徒をより支援する雰囲気を作り出す顕著な努力が払われている。
ボストン市の教育システムはマサチューセッツ州内では最悪の教育レベルにあるとされる中で、ボストン・ラテン・スクールは高い成績を上げ評価も高いので、その入学選別方法に関する議論の中心になっている。入学試験は大変競争が激しく、志望倍率は5倍を超えることが普通である。1997学校年以前、入学者比率の少ない少数民族のために新入生の35％を別枠としていた。入学を認められた少数民族出身者よりも高い評点を挙げたにも拘らず入学できなかった少数民族出身者ではない女子生徒を巻き込む一連の訴訟の結果、この方針を降ろさざるを得なくなった。その後入学選抜試験を全てなくし、くじ引きによって決めると言う裁判沙汰には勝訴した。1997年以降、ボストン・ラテン・スクール、ボストン教育委員会およびボストン・ラテン・スクール協会が少数派民族の志望者を受け入れ、より多くの少数派生徒を維持しようと努力したにも拘らず、少数民族のための35％枠は減少し、2005年には19％以下にまで下がった。ボストンの公立中学から受け入れなければならない生徒の枠を設けることを主張する者もいる。

### カリキュラム
学校の伝統として熱弁が最も由緒あるものとなっている。7年生から10年生の生徒は1年間に3回、その英語の授業で演説を行うことが求められている。全学年あるいは全学級の生徒が集会の面前で暗記した演説を行う機会を試される弁論大会もある。弁論大会では、演説者のそれぞれが「記憶力」「表現力」「発声と話し方」といった面で点数を付けられ、4回の弁論大会で3位以内に入った者が「弁論賞」をかけて卒業生の審査員の前で演説する機会を与えられる。2009年の「弁論賞」受賞者はマーガレット・カーだった。

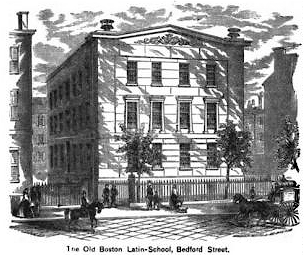
1881年の校舎

英語の授業における良く知られ由緒ある伝統となっている弁論に加えて、最近近代言語部門が毎年「世界言語弁論大会」を開催するようになった。1年に1回、全国外国語週間（通常は3月の第1週）に、8年生から12年生までの生徒が英語以外の言語で演説を行う。大半の生徒は勉強している現代言語で演説するが、ラテン語、古代ギリシャ語あるいは出身地の言語を選ぶ者もいる。審査員は市内の様々な機関から選ばれ、弁論大会で使われるものと似たような評価面で点数をつける。出場者は言語よりもそのレベルで分類され、その言語を学び始めて1年目で演説する生徒は全て1年目の者同士で競い、2年目の者は2年目の者同士という具合になる。世界言語弁論大会でいつも群を抜いて発表する生徒はセリア・ゴードン・マルキール賞と共にプライズ・ナイトを授けられる。
卒業生の間で議論になった動きの中で、生徒達にラテン語を教える期間を1年間だけ減らすことが2001年に決められ、2006年の学年から始められた。ラテン語の授業を受けなければならない期間は7年生入学の場合に5年間から4年間に、9年生入学の場合に4年間から3年間ということになった。この決断は学校のラテン語部門の長によってなされ、物理学、化学、コンピュータ科学や現代言語のような現代で重要な科目に十分な時間を割けるためには、ラテン語の授業がその障害になっていたという事実を認識した結果だった。しかし生徒は6年間を通じてラテン語を勉強することもできるし、多くの者が入学しようとする大学のアドバンストプレースメント（優秀な高校生が履修可能な大学レベルの科目）の数を最大にする目的もあって、6年間学ぶ道を選んでいる。
ベンジャミン・フランクリンは1789年にその遺言補足書で、卒業時に成績1位になった生徒を表彰するフランクリン・メダルの基金を設立した。ラテン語あるいは古代ギリシャ語で成績優秀だった生徒には、最も誉れ高い賞であるディクスウェル賞が与えられる。

## 出版
ボストン・ラテン・スクールでは現在2つの主要な出版物がある。「ザ・レジスター」はこの学校の文学誌であり、「ジ・アルゴ」は学校新聞である。1881年にジョージ・サンタヤーナが学校新聞として機能させるために「ザ・レジスター」を創刊した。しかし、長年の間に純粋に文学誌に変貌し、学生会の会員による散文や詩、さらには作品の絵を掲載している。通常は2人の編集長がおり、1年に2回発行している。「ジ・アルゴ」は学校新聞であり、歴史がはるかに浅く、「ザ・レジスター」が純粋に文学誌となってきたことが明白になった後に創刊された。2006年から2007年の学校年では1年間に7回発行された。「ザ・レジスター」も「ジ・アルゴ」も完全に生徒が作成しており、ニューイングランド学校新聞協会から賞を受けた。
ユーモア雑誌である「ランプーン」は散発的に発行されており、2006年以降は発行されていない。「ザ・カタパルタ」は2004年から2005年の学校年の春以降4回発行され、さらに新しい版が計画されている。
2003年から2004年の学校年に、「プレビアンズ・スピーク」（庶民は語る）と題する出版物が1度発行された。この無記名のパンフレットには、「ジ・アルゴ」であれば議論を呼ぶか扇動的であるとして検閲されていたかもしれない記事が載せられていた。その表題は、生徒（ある場合には教師も）が管理によって普通の重要でない人々と見なされるという編集者の信念を惹起させるものである。
ボストン・ラテン・スクールの別の出版物としてデイビッド・S・ワイナーが会長を務めるボストン・ラテン・スクール協会(BLSA)の「BLSAブレティン」がある。2008年秋号は卒業生のプロフィール、卒業生賞、同窓会、卒業生ニュース、開発ニュース、BLSA理事会会長からの手紙と理事会のリスト、BLASA財務状況、学級通信、および回想録が掲載された。

## 運動
ボストン・ラテン・スクールの運動チームはボストン・ラテン・ウルフパックと呼ばれており、その色は紫と白である。1887年以来毎年感謝祭の日にボストン・イングリッシュ高校（English High School of Boston）とアメリカンフットボールの対校戦を開いており、アメリカ合衆国の中でも最古の継続する対校戦となっている。歴史的に男女ともアイスホッケーとバレーボールは成績が良かった。しかし優位に立っていたボストン公立学校リーグのディビジョンVを離れて以来、タイトルを取ることが稀になってきた。現在はディビジョンIIのデュアル・カウンティ・リーグで、設備が良く予算の豊富な郊外の学校と競っている。1995年、女子サッカー・チームが11年ぶりに勝利を収めた。女子アイスホッケー・チームは2001年ディビジョンIの州チャンピオンとなり、デュアル・カウンティ・リーグでは9年間続けて勝利し、州内では最も他に負けない女子アイスホッケー・チームになってきた。2001年に女子テニスは初めて州内ディビジョンIで優勝した。その後も2年間優勝し続け、初めて3年間負け無しのチームになった。
2005年、男子アイスホッケー・チームはポール・ハインズ・レッキングクルーに導かれて、初めてディビジョンIIの州内チャンピオンになった。この時は2年間チャンピオンを防衛していたソーガスを破った。マグネット・スクールとして初めて州内チャンピオンになったことは十分称賛に値することになった。

## 課外活動

### NUTRONSロボット工学チーム
NUTRONS第1ロボット工学チームは1998年に設立され、ノースイースタン大学（Northeastern University）に基盤を置き、6週間の間に課題のロボットを設計し作り上げることで世界と競っている。2001年にはボストン・ラテン・スクールの生徒で国内チャンピオンになった。2007年にはボストン地域競技会で優勝し、2008年と2009年にはデルファイ・ドライビング明日の技術賞を受賞した。

### ボストン・ラテン模擬裁判チーム
マサチューセッツ州法曹協会が1987年に模擬裁判プログラムを始めて以来、ボストン・ラテン・スクールはそれへの参加を続けている。そのチームはそれ以来2度州チャンピオンになった、最初は1987年であり、2回目は2006年だった。2006年にオクラホマシティであった全国大会では24位になった。毎年模擬事例を受け取り、検察と被告双方のために冒頭陳述、直接尋問、反対尋問および最終弁論を準備する。その後チャンピオン大会に進むために地域競技会で競う。2006年はルーレン・マクドナウ、マイケル・タンポスキーおよびショーン・クローニンという3人の卒業生弁護士のコーチに助けられ、州のチャンピオン大会に進んで勝利した。

### テレビ局
ボストン・ラテン・スクール内には校内テレビ局BLSTVがあり、2003年以降放送を続けている。毎日全校に日々のニュース速報を流している。アナウンサーは全て下級生か上級生の生徒である。校内行事の大半でも登場し、その映像を全て撮り保管している。プロデューサーの多くは大学で映画やテレビのプロデューサーになるべく勉強している。

### ボストン・ラテン劇団
ボストン・ラテン劇団は、春のミュージカルを含め学校年1年間に3ないし4の劇を制作している。伝統的にマサチューセッツ州高校演劇組合フェスティバルに1幕物の劇を出してもいる。2007年にはジョーダン・ハリソンの『キッド・シンプル：実物のラジオ劇』を出してフェスティバルの準決勝まで進出し、演技、照明デザイン、および音響デザインで表彰された。2004年にはジョン・ケルビンの「システムに対するぼんやりと認識された脅威』で生徒の監督が監督賞を受賞した。その他フェスティバルへの出品作はトリスティグ・スカイラーの『月光の部屋」（2006年）、クレイグ・ルーカスの『無鉄砲』（2005年）、A・R・ガーニーの『食堂』（2003年）、ジャン＝クロード・ヴァン・イタリーの『テレビ』（2002年）および『インタビュー』（2001年）、エレーヌ・メイの『適応』（2000年）、スティーヴ・マーティンの『WASP』（1999年）、ピーター・シャッファーの『ブラックコメディー』（1998年）および『夢想家』（1997年）があった。
2008年冬には『傾いた天使』を制作し、個人と団としての演技の他に音響、メークアップおよび照明デザインと多数の賞を得た。この劇はマサチューセッツ州高校演劇組合から2008年ニューイングランド演劇祭へのマサチューセッツ州代表の一つにも選ばれ、ボストン・ラテン・スクールとしてはそこまで進出した初の快挙になった。2008年春、この劇団は『秘密の庭園』を制作した。2009年、マサチューセッツ州高校演劇組合のために『暗い劇、あるいは少年達の物語』を制作した。現在劇団卒業生にはハーバード・カレッジ、エマーソン大学、ニューヨーク大学のティッシュ芸術学校、ノースウェスタン大学（Northwestern University）、ボストンカレッジ、ボストン大学および南カリフォルニア大学の演劇学校で学ぶ者がいる。さらに校内には生徒が創設し生徒が運営する即興劇集団、イェローサブマリン・インプロブ一座があり、オーディション無しでどの生徒でも参加できる慣習で知られている。1999年にジョシュ・マイケル、マイケル・ゲーラおよびジャック・フェリスの3人の生徒が設立した。

### 音楽
ボストン・ラテン・スクールでは広範な音楽のプログラムもある。新入生、下級生および上級生のコンサート・バンド、コンサート合唱隊、および弦楽合奏団が選択科目になっている（ただし学校の成績平均点には寄与しない）。放課後の合唱団にはア・カペラのウルフトーンズとウルフェッツ、ショー・クワイアおよびチェンバー・クワイアがある。器楽ではフットボール・ペップ・バンド、ジュニア・ビッグ・バンド、フルート・アンサンブルおよびオナーズ・オーケストラがある。また音楽理論入門や大変厳格なアドバンストプレースメント音楽理論クラスのような十分に学術的な音楽授業（成績平均点に組み入れられる）もある。
ウルフトーンズとウルフェッツは唯一生徒だけで運営されている音楽集団である。ウルフェッツは全国優等生協会の会長ニコラス・ブラウン・パーカーによって同協会ベスト・ボーカル・グループ賞に賞されてきた。ウルフトーンズは選外佳作を受けた。ウルフェッツが最近歌っている曲はエミリー・ウィーン編曲の『ハッピー・エンディング』とエロディー・パケット編曲の『セイ・マイ・ネーム』である。この2つの集団は、反虐殺集団であるSTANDの資金を集める為にア・カペラの夜を毎年開催している。
毎年学校のホリデー・コンサートとミュージック・ナイツで全ての音楽集団がその才能を表現している。ホリデー・コンサートは12月半ばの2晩であり、ミュージック・ナイツは春の2晩である。生徒達は出演したい行事のために練習してきた幾つかの選択曲を演奏する。
ボストン・ラテン・スクールの音楽集団は4月に行われるマサチューセッツ州器楽と合唱指揮者協会の祭りでも演奏する。2006年には、シニア弦楽合奏団が2年連続で金メダルを獲得し、ウィンド・アンサンブルが銀メダルを得た。ビッグ・バンドは国際ジャズ教育協会の州決勝大会で6年連続優勝し、バークリー音楽大学の高校ジャズ・フェスティバルでも2位になった。2007年、ビッグ・バンドは国際ジャズ教育協会の州決勝大会で金メダルを取った。

### 視覚芸術
ボストン・ラテン・スクールの視覚芸術プログラムは、音楽プログラムほど広範に資金が与えられていないが、それでも作業付加の実行可能な部分を使っている。7年生と8年生は視覚芸術の入門と言う意味合いで通常の基本的美術の授業を受けることが期待されている。それより上級の生徒は、通常の基礎授業や、芸術カレッジに進学する生徒の準備を行い画集を制作するように設計された厳格な2年間のアドバンストプレースメント・コースを含め美術の選択コースを取ることができる。
ボストン・ラテン・スクールには3つの大きな二次元アートスタジオ、燃焼窯、コンピュータ研究室および写真研究室がある（ただし、写真の授業は現在のところ無い）。視覚芸術プログラムには2人の教師がおり、別に放課後の陶芸教室は卒業生が教えている。このプログラムではミュージック・ナイツに似たアーツ・ナイツがあり、アドバンストプレースメントを採っている生徒の作品を展示する。

### ジュニア・クラシカル・リーグ
2000年以降、ボストン・ラテン・スクールは地元、州および全国レベルのナショナル・ジュニア・クラシカル・リーグに積極的に参加してきた。これは1936年に設立され、古典の深い学術的研究の伝統を助長し、視覚芸術や造形芸術を通じて創造的な表現を培おうという団体である。ボストン・ラテン・スクールはサータメン・スクリメージ（クイズ大会に良く似ている）を毎年11月下旬または12月上旬に開催しており、4月の州大会に代表を送り、7月または8月に開催される全国大会にも派遣することが多い。過去数年、ボストン・ラテン・スクールの支部はその設立以来着実に成長しており、マサチューセッツ州を代表して全国大会にすすむ熱心なサータメン選手を送り出すことが多い。
最近ではバーンスタブル高校（Barnstable High School）で開催されたマサチューセッツ州大会に8人の代表を送り出した。このときは上級チームが1位になり、中級チームは2位になった。オリビア・シュウォブが芸術全般で1位になり、ジェイコブ・マイスターが学術全般で1位になった。マイスターは2007年から2008年の学校年でリーグの第2副会長、2008年から2009年の学校年で会長に選出された。また2007年7月24日から29日までテネシー州ノックスビルで開催された全国大会にも出席した。オリビア・シュウォブとジェイコブ・マイスターは個人成績でそれぞれ10位と3位になった。オリビア・シュウォブは芸術全般で5位になり、ジェイコブ・マイスターは学術と創造性競技で3位になった。

### その他の活動
その他にも多くの課外活動があり、赤十字クラブ、ウルフパック・ボランティアーズ、青年気象行動ネットワーク、クレー・クラブ、不可視児童クラブ、ダンジョンとドラゴンのクラブ、同性愛者・非同性愛者同盟、ロボット工学チーム、青年多様性同盟（2009年から2010年の学校年に新しく作られた社会正義のクラブ）、スキー・クラブ等々である。

## 大衆文化の中で
- テレビ番組『ザ・ホワイトハウス』のシーズン1第18話で、ロブ・ロウが演じるサム・シーボーンが、公立学校改革と学校券に関する議論でボストン・ラテン・スクールに言及した。彼は「ボストン・ラテン・スクール、このアメリカで最古の学校がニューイングランドで現在でも最良の中等学校で在り続けている」と語った。このサムの発言に対しては、アリソン・スミスが演じるマロリー・オブライエン（首席補佐官レオ・マクギャリーの娘で、小学校教師）が「ボストン・ラテン・スクールだけでなく、ブロンクス科学高校もある」と答えている。
- 2002年1月8日、ジョージ・W・ブッシュ大統領がその日早くに落ちこぼれ防止法に署名した後、ボストン・ラテン・スクールを訪問した[19]。
- テレビ番組『サンセット・ストリップのスタジオ60』（Studio 60 on the Sunset Strip）のシーズン1第12話で、マシュー・ペリーの演じるマット・アルビーが、彼の甥はボストン・ラテン・スクールで成績評価点3.8だったと語った。これはトップクラスを意味したのだが、ボストン・ラテン・スクールの優等生は4.0以上であり、アドバンストプレースメント学級ではその第二四半期にそのような生徒を実際に指定するので、テレビで言ったのは優等生ではあり得ない。

## 卒業生

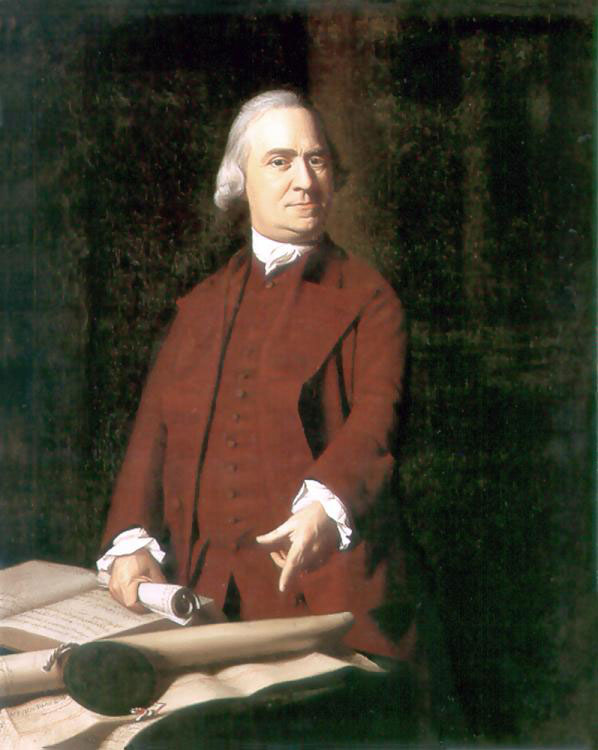
卒業生の一人サミュエル・アダムズ

ボストン・ラテン・スクールから多くの著名な人物が、政治、宗教、科学、ジャーナリズム、哲学および音楽の分野で出ている。アメリカ独立宣言に署名した56人の中で5人が卒業生だった。すなわち、サミュエル・アダムズ、ベンジャミン・フランクリン、ジョン・ハンコック、ウィリアム・フーパー等である。卒業生や生徒は独立戦争、南北戦争、第一次世界大戦、第二次世界大戦およびベトナム戦争で戦い、校舎内にある銘盤と彫像でその戦死者を称えている。ニッカーボッカーズを着て登校した最後の生徒はアーサー・M・メナディアだとされており、後にバッファロー・ビルの血縁者と結婚し、その後「マッドマン」としてジョンソン・エンド・ジョンソンの宣伝部門を25年間率いて1971年に引退した。

### 名誉の殿堂
名誉の殿堂は非公式に「ザ・ウォール」と呼ばれて、学校のホールで上の方のフリーズのことを言い、そこに有名な卒業生の姓が書かれている。これにはサミュエル・アダムズ、レナード・バーンスタイン、ジョン・F・フィッツジェラルド、ベンジャミン・フランクリン、ジョン・ハンコック、ウィリアム・フーパー、ジョセフ・P・ケネディ、コットン・マザー、ロバート・トリート・ペイン、ジョサイア・クィンシー2世、ジョージ・サンタヤーナ、ジョン・ウィンスロップ等々が挙げられている。直近の名前はウェイド・H・マクリーであり、1999年に付け加えられたが、有色人種の卒業生を選ぶ為に意識的な努力が必要だった。まだ女子卒業生の名前は無い。これは共学になってからまだ34年間にしかなっておらず、殿堂入りは死後ということになっているからである。現在名前を足すスペースは一人分しか残っておらず、校長は新入生達に一生懸命励めば何時の日か彼らの一人の名前で「ザ・ウォール」が埋められて尽くしてしまうと告げることを楽しんでいる。その他多くの著名卒業生の名前が書かれた低いフリーズもあり、その人物が存命の間に書くことができるようになっている。

### 同窓会
ボストン・ラテン・スクールにはかなりの卒業生からの関与と寄付を奨励することを目的とした民間慈善団体であるボストン・ラテン・スクール協会の動きから多くのものを得ている。最近「Pons Privatus」（私立の橋）基金運動を終え、卒業生から3,700万ドルの寄付と、さらに計画された寄付意思2,000万ドルを集めた。これは公立の中等学校の歴史でも最大の寄付額になった。この寄付は、大半の教師の給与と維持費を賄うボストン公立学校委員会から受け取る無税の年間運転資金およそ1,000万ドルに補充される。ボストン・ラテン・スクール1990年代後半の拡張計画のために複数年に跨る3,450万ドルの資金も受け取った。